# 1911 en Norvège
Chronologie de la Norvège
- 1907
- 1908
- 1909
- 1910
- 1911
- 1912
- 1913
- 1914
- 1915

Cet article présente les faits marquants de l'année 1911 en Norvège ou relatifs à la Norvège.

## Gouvernance
- Haakon VII est roi de Norvège.
- Wollert Konow dirige le gouvernement.

## Événements
- Le Prix Nobel de la paix est attribué à Tobias Asser et à Alfred Hermann Fried.
- 14 décembre : Roald Amundsen atteint le pôle sud[1] (Expédition Amundsen).

## Naissances
- Naissance en Norvège en 1911

## Décès
- Décès en Norvège en 1911